# برلمان الولاية

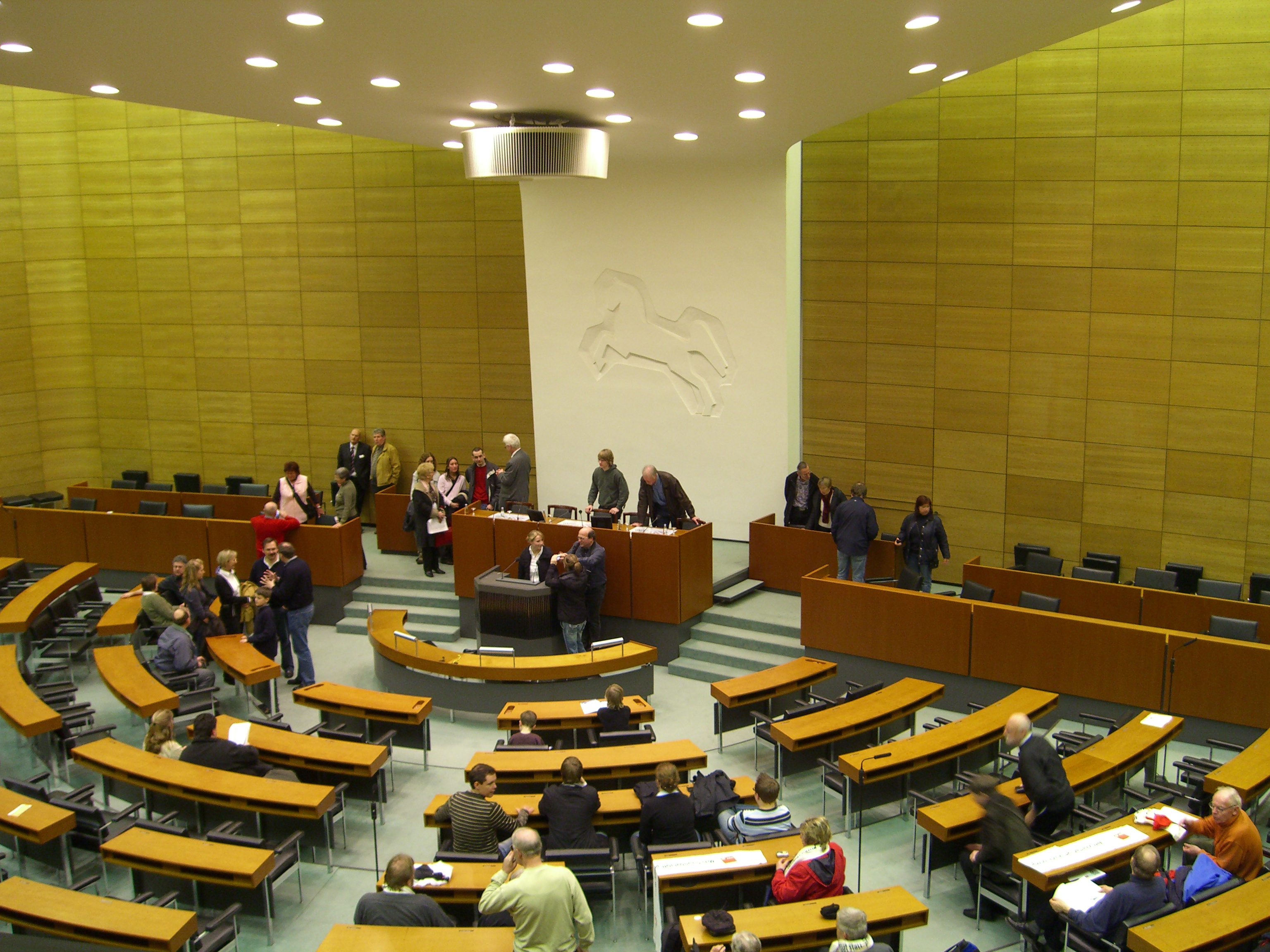

برلمان الولاية (بالألمانية: Landesparlament) هو مصطلح يشير إلى برلمان الخاص بكل ولاية من ولايات جمهورية ألمانيا الاتحادية، ووفقًا للمادة 28 و المادة 54 من القانون الأساسي لجمهورية ألمانيا الاتحادية يُشار إلى برلمان الولاية على أنه مُمثل الشعب في كل ولاية.
يُسمى برلمان الولاية أيضًا باسم «لاندتاج» (بالألمانية:Landtag) في المدن الكبيرة، أما تشكيل برلمان الولاية خلال الانتخابات الخاصة به محدد
و تستمر فترة العضو في برلمان الولاية خمس سنوات ولكن في ولاية بريمن تستمر أربعة سنوات. في الولايات التي تتمتع بالمدنية يُطلق على برلمان الولاية ألفاظ أخرى ففي برلين اسمه "أبجيوردنيت هاوس " (بالألمانية:Abgeordnetenhaus) ويُسمى "بورجرشافت" (بالألمانية:Bürgerschaft) في بريمن وهامبورغ. ويشار إلى العضو المُنتخب باسم عضو برلمان الولاية (بالألمانية: Mitglied des Landtages، ويُختصر: (MdL))و عضو الأبجيوردنيت هاوس" (بالألمانية: Mitglied des Abgeordnetenhauses ، ويُختصر: (MdA)) وعضو البورجرشافت البريميني (بالألمانية:Mitglied der Bremischen Bürgerschaft ، وتُختصر: (MdBB)) أو عضو البورجرشافت الهامبورجي (بالألمانية: Mitglied der Hamburgischen Bürgerschaft، وتُختصر:(MdHB)).
| الحزب                              | عدد النواب |
| ---------------------------------- | ---------- |
| الاتحاد الديمقراطي المسيحي         | 527        |
| الحزب الديمقراطي الاجتماعي         | 523        |
| حزب الخضر الألماني                 | 197        |
| البديل من أجل ألمانيا              | 157        |
| حزب اليسار                         | 157        |
| الحزب الديمقراطي الحر              | 102        |
| الاتحاد الاجتماعي المسيحي          | 101        |
| الناخبين الأحرار                   | 17         |
| مواطنون من أجل ميكلينبورج-فوربومرن | 4          |

## التدرج والمهام
إن جمهورية ألمانيا الاتحادية من الناحية الدستورية هي اتحاد لجميع الولايات الألمانية التي فوضت الصلاحيات لها بشكل
طوعي. يٌعتبر برلمان الولاية هو تعبير عن الفدرالية الألمانية ويحافظ على تقاليد صلاحيات التشريع الإقليمية، ومع ذلك فبرلمان الولاية ممنوع من التدخل في تشريعات الولاية.
تتمحور مهمام برلمان الولاية حول تولى زمام حكومات الولاية وإقرار قانون الولاية وتشكيل وتحرير ميزانية الولاية.

## برلمانات الولاية في ألمانيا
| الولاية              | اسم البرلمان                                                    | آخر انتخابات | الانتخابات التالية     |
| -------------------- | --------------------------------------------------------------- | ------------ | ---------------------- |
| بادن-فورتمبيرغ       | برلمان ولاية بادن-فورتمبيرغ (Landtag von Baden-Württemberg)     | 13-3-2016    | ربيع عام 2021          |
| بافاريا              | البرلمان البفاري (Bayerischer Landtag)                          | 15-9-2013    | 14 أكتوبر 2018         |
| برلين                | أبجيوردنت هاوس برلين (Abgeordnetenhaus von Berlin)              | 18-9-2016    | 3 سبتمبر 2021          |
| براندنبورغ           | برلمان براندنبورغ (Landtag Brandenburg)                         | 14-9-2014    | خريف 2019              |
| بريمن                | البورجرشافت البريمني (Bremische Bürgerschaft)                   | 10-5-2015    | 26 مايو 2019           |
| هامبورغ              | البورجرشافت الهامبورجي (Hamburgische Bürgerschaft)              | 15-2-2015    | الربع الأول لعام 2020  |
| هسن                  | البرلمان الهسني (Hessischer Landtag)                            | 22-9-2013    | 28 أكتوبر 2018         |
| مكلنبورغ فوربومرن    | برلمان ولاية مكلنبورغ-فوربومرن (Landtag Mecklenburg-Vorpommern) | 4-9-2016     | الربع الثالث لعام 2021 |
| سكسونيا السفلى       | البرلمان السكسوني السفلي (Niedersächsischer Landtag)            | 15-10-2017   | خريف 2022              |
| شمال الراين-وستفاليا | برلمان ولاية شمال الراين-وستفاليا (Landtag Nordrhein-Westfalen) | 14-5-2017    | مايو 2022              |
| راينلند بالاتينات    | برلمان ولاية راينلاد بفالتس (Landtag Rheinland-Pfalz)           | 13-3-2016    | ربيع عام 2012          |
| سارلاند              | برلمان زارلاند (Landtag des Saarlandes)                         | 26-3-2017    | الربع الأول لعام 2022  |
| ساكسونيا             | البرلمان الساكسوني (Sächsischer Landtag)                        | 31-8-2014    | 1 سبتمبر 2019          |
| ساكسونيا أنهالت      | برلمان ولاية ساكسونيا-أنهالت (Landtag von Sachsen-Anhalt)       | 13-3-2016    | ربيع عام 2021          |
| شلسفيغ-هولشتاين      | برلمان ولاية شلسفيغ-هولشتاين (Schleswig-Holsteinischer Landtag) | 7-5-2017     | 2022                   |
| تورينغن              | برلمان تورينغن (Thüringer Landtag)                              | 14-9-2014    | 27 أكتوبر 2019         |

تُقدر مدة الفترة التشريعية لجميع برلمانات الولاية بخمس سنوات عدا برلمان ولاية بريمن، فتبلغ الفترة فيه أربع سنوات.

## الانتخابات

### نظام الانتخاب
يتعلق نظام الانتخاب بشكل مفصل بكل ولاية، فجميع قوانين الانتخابات الخاصة بكل ولاية تحدد نظام سير الانتخابات.
في ولاية بريمن تنقسم المرحلة الانتخابية على منطقتين، وهما بلدية بريمن وبريمرهافن والتي فيها يتم استخدام نظام حاجز الخمس بالمئة ولا يحدث فيها أي تسوية للتمثيل، أما في ولاية بافاريا يُكون كل حي حكومي دائرة انتخابية التي تكون مقسمة لدوائر تصويت. لا يتم احتساب نتيجة الانتخابات في الدوائر حتى عندما يتم حصر حاجز الخمس بالمئة على مستوى الولاية بأكملها.
تُقسم كل ولاية إلى دوائر انتخابية، ومن ثم يتم تقسيم هذه الدوائر إلى دوائر انتخابية مره أخرى تحتوي على أماكن الاقتراع.
خارج كل من بريمن وهامبورغ وسارلاند يتم انتخاب في كل دائرة انتخابية عضو برلماني مباشر لبرلمان الولاية، بجانب هذا يوجد أيضًا قائمة الولاية لكل حزب والتي تحدد أي عضو سينضم إلى برلمان الولاية في حالة أن النتيجة النهائية المئوية للحزب أكثر من نسبة مرشحيهم المباشرين. في برلين يمكن لكل حزب أن يحدد عما إذا سيخوض الانتخابات بقائمة الولاية أم بقائمة الدوائر الانتخابية.
في انتخابات ولاية بادن فوتنبرغ يقرر الناخب من خلال التصويت للمرشح وقائمة الولاية الخاصة به التي يتم تشكيلها حسب نتيجة التصويت للمرشحين في دوائرهم الانتخابية. في ولاية سارلاند توجد قائمة الولاية بشكل محض. في الولايات الاتحادية الأخرى يوجد- تمامًا كما خلال انتخابات البرلمان الألماني- صوتان منفصلان أحدهما للمرشح المباشر والأخر من أجل انتخاب القوائم، ويتم إضافة الصوت الأول إلى الصوت الثاني في بافاريا من أجل حساب توزيع المقاعد.
أدى قرار شعبي في الرابع عشر من يونيو لعام 2004 في هامبورغ إلى إحلال نظام انتخابات القوائم البحت وذلك من خلال نظام انتخابي جديد، وتم تطبيقه لأول مرة في انتخابات الرابع والعشرين من فبراير لعام 2008، كما أن هذا النظام يتيح للناخب أن يكون له تأثيرًا أكثر على تشكيل البورجرشافت (برلمان الولاية) ويحتوى هذا النظام على قوائم محددة مفتوحة في الدوائر الانتخابية المتعددة الولايات.
| الولاية              | الفترة التشريعية للبرلمان | عدد الأصوات | عدد المُرشحين |
| -------------------- | ------------------------- | ----------- | ------------ |
| بادن-فورتمبيرغ       | 5                         | 1           | 120          |
| بافاريا              | 5                         | 2           | 180          |
| برلين                | 5                         | 2           | 130          |
| براندنبورغ           | 5                         | 2           | 88           |
| بريمن                | 4                         | 5           | 83           |
| هامبورغ              | 5                         | 10          | 121          |
| هسن                  | 5                         | 2           | 110          |
| مكلنبورغ فوربومرن    | 5                         | 2           | 71           |
| سكسونيا السفلى       | 5                         | 2           | 135          |
| شمال الراين-وستفاليا | 5                         | 2           | 181          |
| راينلند بالاتينات    | 5                         | 2           | 101          |
| سارلاند              | 5                         | 1           | 51           |
| ساكسونيا             | 5                         | 2           | 120          |
| ساكسونيا أنهالت      | 5                         | 2           | 91           |
| شلسفيغ-هولشتاين      | 5                         | 2           | 69           |
| تورينغن              | 5                         | 2           | 88           |

### موعد الانتخابات
يتم تحديد موعد الانتخاب في كل ولاية وفقًا لبرلمان الولاية أو وزارة الداخلية الخاصة بالولاية، وتتم الانتخابات الجديدة في موعد زمني يتم تحديده سابقًا، أما في حالة عقد انتخابات مبكرة فذلك يتطلب موافقة البرلمان ورئيس البرلمان أو رئيس الوزراء لإحلال البرلمان مبكرًا. تُعقد الانتخابات في الغالب في يوم الأحد وتنص قوانين الانتخابات غالبًا في أيام الأجازات إن أمكن الأمر.